# Geosinclinal

Fases propuestas por J. Dana

El término geosinclinal, palabra proveniente del griego antiguo compuesta por γεω (geo) y συγκλίνειν (sinclinal),  ha sido usado principalmente para un concepto geológico ahora obsoleto que intentaba explicar el movimiento vertical de la corteza terrestre y otras observaciones geológicas. Este concepto fue enunciado por los geólogos estadounidenses James Hall y James Dwight Dana a mediados del siglo XIX durante sus estudios clásicos de las montes Apalaches, en referencia a una cuenca de profundización y llenado gradual resultante de su concepto de contracción de la corteza, debido a un enfriamiento y contracción de la Tierra, la llamada hipótesis contraccionista.
La hipótesis del geosinclinal, así como la hipótesis contraccionista, se desarrolló durante finales del siglo XIX y principios del siglo XX, y en ese momento fue ampliamente aceptada como una explicación para el origen de la mayoría de las cordilleras hasta su sustitución por la teoría de la tectónica de placas hacia mediados del siglo XX.
Un geosinclinal es un sinclinal largo y profundo en forma de fosa submarina, que se llena de sedimentos; estos, al acercarse mutuamente los bordes de la cubeta, son expulsados de la misma, se elevan y forman una cordillera. El sinclinal, aunque muy largo, es inicialmente poco profundo, pero su fondo se va hundiendo progresivamente bajo el peso de los sedimentos que en él se depositan (materiales calcáreos, arcillas, margas) hasta formar un flysch. Luego obran fuerzas tectónicas que en direcciones opuestas acercan dos taludes de la fosa, lo que contribuye también a aumentar su profundidad y, por consiguiente, el espesor del depósito sedimentario que sigue llenándola.
En las capas más profundas de la fosa los sedimentos se transforman en rocas metamórficas. Bajo los efectos conjugados de la presión, la temperatura, las fumarolas y otras manifestaciones del magmatismo, los sedimentos arcillosos se convierten en gneis y en micasquistos, mientras que los sedimentos calcáreos se transforman en mármol.
Como los dos taludes del geosinclinal siguen aproximándose, el volumen por ellas limitado va reduciéndose. Así, pues, su contenido sedimentario se pliega, emerge y desborda por ambos lados, fenómeno correspondiente al surgimiento de una nueva cordillera. De este modo el geosinclinal alpino, depresión antes limitada por el Macizo Central francés y el Piamonte italiano, ha dado lugar a la formación de los Alpes.